# احتیاط کنید! پرنده‌ها پای سفره‌ی صبحانه‌اند
کتاب احتیاط کنید! پرنده‌ها پای سفره صبحانه‌اند اثر حسین تولایی کتاب شایسته تقدیر سی و ششمین جایزه کتاب سال جمهوری اسلامی ایران و یکی از نامزدهای نهایی شعر فجر است.
این کتاب در سال ۲۰۱۸ در فهرست کلاغ سفید قرار گرفت.

## بخشی از کتاب
صبح‌های خیلی زود
وقتی تمام مترسک‌های جهان در خواب‌اند
دست‌های تو
این گندمزاران کوچک
میزبان پرنده‌های بی تاب اند.